# Elezioni parlamentari in Siria del 2016
Le elezioni parlamentari in Siria del 2016 si sono tenute il 13 aprile. Il Paese era in piena guerra civile, e le elezioni si sono svolte solo nel territorio controllato dal governo di Damasco, dove vive circa il 60% della popolazione siriana, e non in quelle controllate dai ribelli e dal Daesh. L'affluenza è stata del 57,56%, e i curdi hanno boicottato le elezioni. Le elezioni sono state vinte dal Fronte Nazionale Progressista, guidato dal Presidente  Bashar al-Assad, che ha ottenuto l'80% dei voti e 200 seggi su 250 nel Consiglio del popolo. Il 6 giugno 2016, per la prima volta, una donna, Hadiya Khalaf Abbas, è stata eletta Presidente del Consiglio del popolo.

## Sistema elettorale
I 250 parlamentari sono stati eletti con sistema proporzionale in 15 collegi plurinominali.
| Collegio                     | Seggi | Popolazione (stime 2011) |
| ---------------------------- | ----- | ------------------------ |
| Governatorato di Damasco     | 29    | 1,754,000                |
| Governatorato di Rif Dimashq | 19    | 2,836,000                |
| Aleppo (città)               | 20    | 2,132,100                |
| Governatorato di Aleppo      | 32    | 2,735,900                |
| Governatorato di Homs        | 23    | 1,803,000                |
| Governatorato di Hama        | 22    | 1,628,000                |
| Governatorato di Latakia     | 17    | 1,008,000                |
| Governatorato di Idlib       | 18    | 1,501,000                |
| Governatorato di Tartus      | 13    | 797,000                  |
| Governatorato di Raqqa       | 8     | 944,000                  |
| Governatorato di Deir ez-Zor | 14    | 1,239,000                |
| Governatorato di Al-Hasakah  | 14    | 1,512,000                |
| Governatorato di Daraa       | 10    | 1,027,000                |
| Governatorato di As-Suwayda  | 6     | 370,000                  |
| Governatorato di Quneitra    | 5     | 90,000                   |
| Totale                       | 250   | 21,377,000               |

## Contesto
Dopo quasi cinque anni di guerra civile, visti i tentativi di tregua, l'intervento militare russo e le vittorie dell'Esercito Arabo di Siria, il Presidente Bashar al-Assad indisse le elezioni.
Al momento del voto, il Governatorato di Idlib era quasi interamente fuori dal controllo del governo, poiché controllato dai ribelli. Il Governatorato di Raqqa ed il Governatorato di Deir ez-Zor erano occupati per la maggior parte dal Daesh. Pertanto, le elezioni non si sono tenute in queste province. Anche parti dei givernarorati di Aleppo, Homs e Daraa erano controllate da forze antigovernative al momento delle elezioni. Il Rojava era autonomo sin dall'inizio della guerra civile.
Il Fronte Nazionale Progressista, guidato dal Partito Ba'th, ha ottenuto 200 seggi su 250, mentre l'opposizione interna ed estera ha boicottato le elezioni. L'affluenza è stata del 57,56%. Due armeni sono stati eletti al Consiglio del Popolo, tra cui la prima donna armena.

## Risultati
| Liste                                                      | Voti      | %    | Seggi |
| ---------------------------------------------------------- | --------- | ---- | ----- |
| Partito Ba'th                                              | 3 498 785 | 68,8 | 172   |
| Partito Nazionalista Sociale Siriano                       | 142 392   | 2,8  | 7     |
| Partito Comunista Siriano (Bakdash)                        | 61 025    | 1,2  | 3     |
| Socialisti Unionisti                                       | 40 684    | 0,8  | 2     |
| Unione Socialista Araba                                    | 40 684    | 0,8  | 2     |
| Partito Comunista Siriano (Unificato)                      | 20 342    | 0,4  | 1     |
| Movimento del Voto Nazionale                               | 20 342    | 0,4  | 1     |
| Indipendenti all'interno del Fronte Nazionale Progressista | 244 101   | 4,8  | 12    |
| Indipendenti                                               | 1 017 089 | 20,0 | 50    |
| Totale                                                     | 5 085 444 |      | 250   |

## Reazioni
- - Martin Schaefer, portavoce per il Ministero degli Esteri, ha annunciato che la Germania non avrebbe accettato i risultati delle elezioni. Ha dichiarato: "Lo svolgimento di elezioni libere e prive di brogli è semplicemente impossibile nella situazione attuale, con tutti i rifugiati, in una situazione di piena guerra civile"[6]
- - John Kirby, portavoce del Dipartimento di Stato degli Stati Uniti d'America ha annunciato che gli Stati Uniti d'America ritengono che le elezioni non siano credibili, libere o prive di brogli. Ha parlato della morte di molti cittadini in seguito alla guerra civile siriana[7].